# Чхве Сивон
Чхве Си Вон (кор. 최시원, ханча 崔始源; род. 7 апреля 1986 года, более известный как Сивон) — южнокорейский певец, автор песен, актёр и модель. Наиболее известен как участник бойбенда Super Junior (и его подгруппы Super Junior-M).
Помимо деятельности в группе, Сивон построил успешную карьеру в разных областях деятельности, прежде всего в актёрстве. Он играл главные роли в дорамах «О! Моя леди» (2010) и «Посейдон» (2011), а также второстепенные в проектах «Афина: Богиня войны» (2010), «Король драмы» (2012), «Она была красивой» (2015) и «Революционная любовь» (2017), «Она была прекрасна». Чхве также участвовал и в китайских проектах: «Гелиос» (2015), «Прийти первым» (2015) и «Меч дракона».

## Биография
Чхве Сивон родился 7 апреля 1986 года в Сеуле, Южная Корея. Встречающаяся дата 10 февраля 1987 года — официальной момент регистрации рождения.
У Сивона есть младшая сестра Чживон. Его отец был бывшим главным исполнительным директором фармацевтической компании Boryung Medicine.

## Карьера

### 2002−04: Подготовка к дебюту
Сивон был обнаружен агентами S.M. Entertainment в 16 лет, когда ждал около школы своих друзей. Ему порекомендовали пройти прослушивание. Он прошёл его, не оповестив об этом родителей, поэтому они обо всём узнали уже после того, как его приняли в S.M. Они позволили Сивону подписать контракт, но не оказывали какой-либо помощи, считая, что их сын должен нести всю ответственность самостоятельно.
Позже Сивон переехал в общежитие с другими трейни, где упражнялся в пении, танцах и актёрской игре. В 2003 году снялся в сольном видеоклипе Даны (The Grace), в то время готовясь к дебюту как сольный исполнитель. В 2004 году снялся в эпизодической роли в дораме «Драгоценная семья». Годом позже сыграл молодого Пак Бонмана в сериале «18 против 29», а в 2006 году сыграл второстепенную роль в дораме «Весенний вальс».

### 2005−15: Дебют в Super Junior, Super Junior-M и сольная деятельность

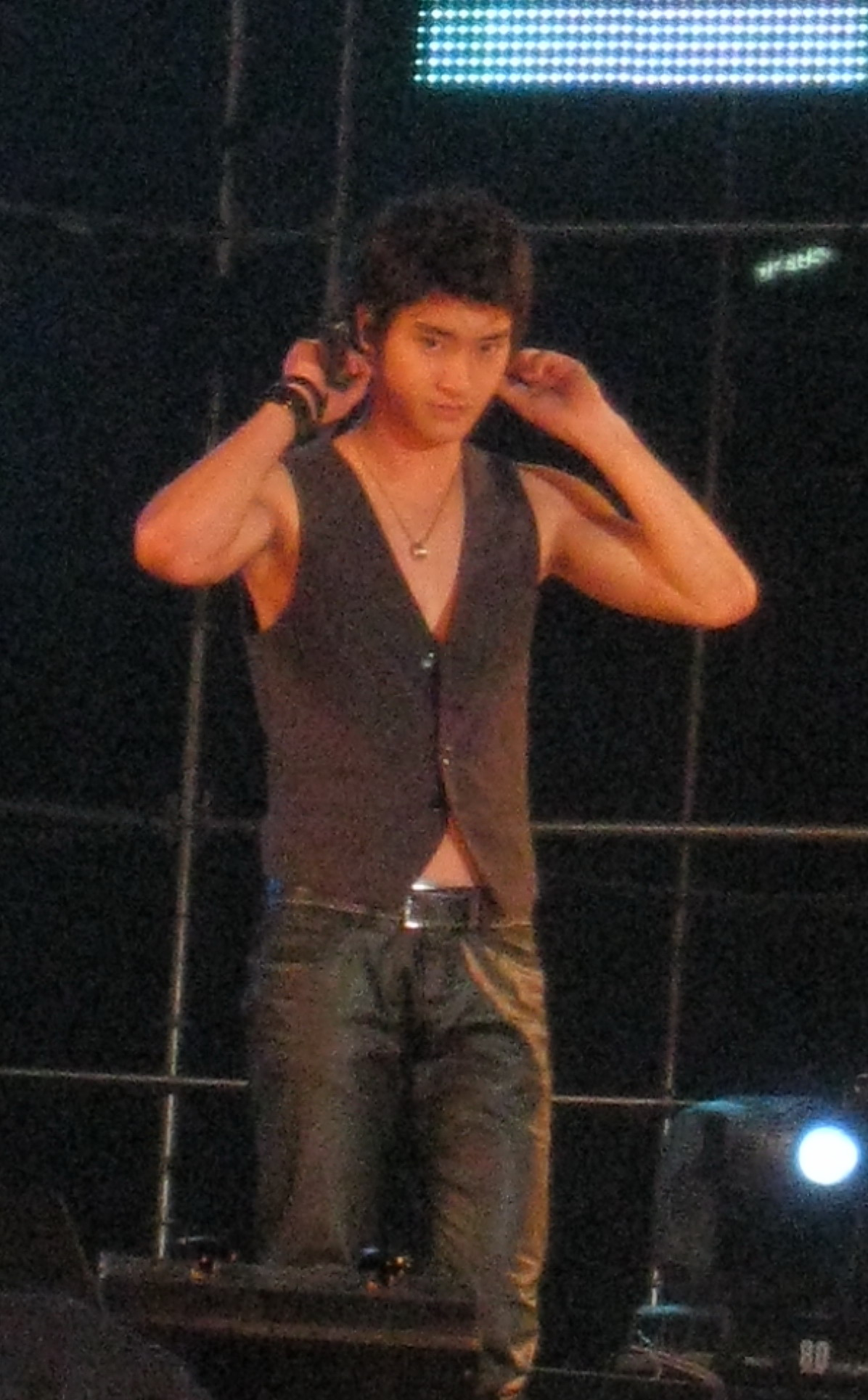
Сивон на SMTOWN Live в Бангкоке, февраль 2009 года

Через некоторое время после официального дебюта Сивона на телевидении S.M. Entertainment объявило, что он дебютирует в составе группы Super Junior’05, первого поколения Super Junior. За несколько месяцев до дебюта со своим будущим одногрупнником Хангёном он появился на модном показе дизайнера Бум Сока. Дебют Super Junior’05 состоялся 6 ноября 2005 года на музыкальном шоу Popular Songs (ныне Inkigayo) с синглом «TWINS». Дебютный студийный альбом Twins был выпущен 5 декабря, и по итогам продаж за первый месяц занял третье место в корейском альбомном чарте.
В марте 2006 года S.M. Entertainment начало выбирать участников для следующего поколения Super Junior, но после добавления Кюхёна агентство отказалось от ежегодной смены состава, и из названия убрали суффикс «05». 7 июня была выпущена CD-версия сингла «U», который являлся самым успешным релизом группы вплоть до выхода «Sorry, Sorry» в 2009 году. В ноябре того же года состоялся выход фильма «Битва умов», где Сивон исполнил роль принца Ляна, что ознаменовало его дебют на большом экране. Он получил похвалу от Энди Лау, который сказал, что «Сивон является хорошим примером для подражания среди актёров Гонконга». В феврале 2007 года выходит фильм «Нападение на золотых мальчиков», где все участники Super Junior исполняют главные роли. Также сыграл главную мужскую роль в дораме «Легенда о Хян-Дан».
В апреле 2008 года вместе с Хангёном, Донхэ, Рёуком, Кюхёном, а также Чжоу Ми и Генри (добавленными специально для подгруппы) дебютировал в подгруппе Super Junior-M для продвижения в Китае. Они выпустили дебютный сингл «U» 8 апреля. Они также выпустили дебютный студийный альбом Me на территории определённых провинций в Китае 23 апреля, на Тайване выход состоялся 2 мая.
После трёхлетнего перерыва Чхве возвращается на экраны с дорамой «О! Моя леди». В том же году получает роль в спин-оффе «Афина: Богиня войны», снятом по мотивам дорамы «Айрис» (2009). Он исполнил роль информационного аналитика и агента-новичка. В 2011 году Сивон присоединился к проекту «Посейдон». Принял участие в тайваньском телесериале «Skip Beat! Не сдавайся», который является адаптацией одноимённой сёдзё-манги Ёсики Накамуры. В 2012 году Чхве снялся в дораме «Король драмы», исполнив роль Кан Хёнмина, знаменитости с колким характером.
В 2015 году Сивон принимал участие во многих проектах: снялся в фильме «Меч дракона» с Джеки Чаном и в китайских фильмах «Гелиос» и «Прийти первым». Также снимался в дораме «Снова в тебя влюбиться» и в китайской дораме «Наследник миллиардов», адаптации популярного корейского сериала «Наследники». Вернувшись в Корею, Чхве получил главную мужскую роль в дораме «Она была красивой». За эту роль он получил много восторженных отзывов от критиков, что привело к росту его популярности. Он выпустил саундтрек «Only You», захвативший вершины музыкальных чартов Кореи.

### 2017−настоящее время: «Революционная любовь» и возвращение в Super Junior
В октябре 2017 года стало известно, что Сивон исполнит одну из ролей в дораме «Революционная любовь», где его партнёром стала Кан Сора. Проект стал первым для Сивона после завершения его армейской службы. 6 ноября состоялся камбэк Super Junior с восьмым студийным альбомом PLAY, но Сивон не смог принять участие в продвижении.

## Личная жизнь

### Образование
В феврале 2006 года окончил старшую школу Апкучжондон, а в феврале 2012 — университет Инха с одногруппником Рёуком.

### Взгляды и убеждения
Сивон — убеждённый протестант, в интервью он говорил о том, что после завершения карьеры айдола хотел бы стать миссионером. В социальных сетях, таких как Твиттер и Weibo он неоднократно публиковал цитаты из Библии. В 2013 году сотрудничал с Third Wave Music.
В сентябре 2015 года Сивон сделал репост твита американского автора и протестанта Джона Пайпера о том, что «однополых браков не существует». Общественность возмутилась, в результате чего Чхве обвинили в гомофобии. Через несколько дней Сивон принёс свои извинения, объяснив, что «сделал это с целью выражения плюрализма мнений», но «понял, что мой комментарий оказался невежественным для тех, кого я называю близкими — фанатов и их семьи».

### Служба в армии
19 ноября 2015 года Сивон приступил к исполнению армейской службы в качестве полицейского. 18 августа 2017 года он официально демобилизировался с Чханмином из TVXQ.

### Скандал с французским бульдогом
30 сентября 2017 года французский бульдог, проживающий вместе с родителями Сивона, укусил их соседку, 53-летнюю бизнесвумен Ким, управляющую рестораном корейской кухни. Результатом стала смерть Ким через шесть дней после произошедшего. Причиной смерти стал сепсис, принесённый укусом. Чхве и его отец написали извинения, опубликованные 21 октября. Семья Ким заявила, что не собирается направлять никаких судебных исков против Сивона и его семьи; Чхве же получил осуждение общественности за то, что не усыпил бульдога после случившегося.

### Благотворительность
С 2010 года Сивон стал участником многочисленных благотворительных кампаний ЮНИСЕФ. 12 ноября 2015 года он был выбран представителем южнокорейского комитета ЮНИСЕФ. С 21 по 25 августа 2017 года был волонтёром во Вьетнаме в рамках кампании «Smile for U» для детей с ограниченными возможностями в сотрудничестве с S.M. Entertainment.

## Дискография

### Синглы
| Название         | Год  | Альбом                   |
| ---------------- | ---- | ------------------------ |
| «Worthless»      | 2010 | Oh! My Lady OST          |
| «Only You»       | 2015 | She Was Pretty OST       |
| «Nobody But You» | 2021 | Work Later Drink Now OST |

## Фильмография
| Год  |   | Русское название        | Оригинальное название       | Роль                       |
| ---- | - | ----------------------- | --------------------------- | -------------------------- |
| 2004 | с | Драгоценная семья       | Precious Family             | Камео                      |
| 2005 | с | 18 против 29            | Eighteen, Twenty-Nine       | Кан Бён Ман в молодости    |
| 2006 | с | Весенний вальс          | Spring Waltz                | Пак Сан У                  |
| 2006 | с | Загадочная шестёрка     | Mystery 6                   | В роли самого себя         |
| 2006 | ф | Битва умов              | A Battle of Wits            | Принц Лян                  |
| 2007 | с | Легенда о Хян-Дан       | Legend of Hyang-dan         | Ли Мон Рён                 |
| 2009 | с | Картина весны           | Stage of Youth              | Ши Ян (камео)              |
| 2010 | с | О! Моя леди             | Oh! My Lady                 | Сон Мин У                  |
| 2010 | с | Афина: Богиня войны     | Athena: Goddess of War      | Ким Чжун Хо                |
| 2011 | с | Посейдон                | Poseidon                    | Ким Сон У                  |
| 2011 | с | Skip Beat! Не сдавайся! | Skip Beat!                  | Рэн Цуруга                 |
| 2012 | ф | Это – Я                 | I AM.                       | В роли самого себя         |
| 2012 | с | Король драмы            | The King of Dramas          | Кан Хён Мин                |
| 2015 | ф | Меч дракона             | Dragon Blade                | Юнпо                       |
| 2015 | ф | Гелиос                  | Helios                      | Пак Ю Чёль                 |
| 2015 | ф | Прийти первым           | To the Fore                 | Чен Чжи Вон                |
| 2015 | с | Снова влюбиться в тебя  | Fall In Love With You Again | Сон Чен И                  |
| 2015 | с | Прокурор в маске        | Masked Prosecutor           | Вор (камео)                |
| 2015 | с | Она была красивой       | She Was Pretty              | Ким Шин Хёк                |
| 2016 | с | Мир дорам               | Dramaworld                  | В роли самого себя (камео) |
| 2017 | с | Революционная любовь    | Revolutionary Love          | Бён Хёк                    |
| 2019 | с | Дорогие граждане        | My Fellow Citizens!         | Yang Jung-kook             |
| 2020 | с | Наследник миллиардов    | Billion Dollar Heir         | Юэ Си Ван                  |

### Развлекательные шоу
| Год  | Название    | Примечания | Ссылки |
| ---- | ----------- | ---------- | ------ |
| 2015 | Мы влюблены | С Лю Вэнь  | [ 35 ] |

## Награды и номинации
| Год  | Премия                       | Номинация                                 | Что номинировано  | Результат | Ссылка |
| ---- | ---------------------------- | ----------------------------------------- | ----------------- | --------- | ------ |
| 2010 | SBS Drama Awards             | Новая звезда                              | О! Моя леди       | Победа    | [ 36 ] |
| 2010 | Men’s Health Cool Guy Awards | Лучшая обложка журнала                    | н/д               | Победа    |        |
| 2012 | Mnet 20’s Choice Awards      | Артист Топ-20                             | н/д               | Номинация | [ 37 ] |
| 2015 | MBC Drama Awards             | Специальная награда (актёр мини-сериалов) | Она была красивой | Номинация |        |
| 2015 | MBC Drama Awards             | Награда за популярность (Актёр)           | Она была красивой | Номинация |        |